# Doubrava (Elbe)
Der Fluss Doubrava ist ein linksseitiger Zufluss der Elbe in Ostböhmen.

## Lage
Die Quelle der Doubrava liegen in den Saarer Bergen der Böhmisch-Mährischen Höhe nahe Žďár nad Sázavou im Bereich des Hochmoors von Radostín. Der Fluss führt durch ein Urstromtal und entwässert das Bergland nach Nordwesten zur Elbe hin. Er passiert nur wenige Orte, wie Ždírec nad Doubravou. Ohne nennenswerte Zuflusse, durchquert er die Bezirke Havlíčkův Brod, Chrudim und Kuttenberg, ehe er bei Týnec nad Labem in die Elbe mündet.

## Besonderheiten
Am Fluss liegt die Talsperre Pařížov bei Pařížov.